# Campeonato Mundial de Media Maratón de 1998
El Campeonato Mundial de Media Maratón Uster 1998 fue una competición de media maratón organizada por la Asociación Internacional de Federaciones de Atletismo (IAAF en inglés). La séptima edición tuvo lugar el día 27 de septiembre de 1998 en Uster, cantón de Zúrich en Suiza. Contó con la participación de 236 atletas provenientes de 54 países. La carrera masculina comenzó a las 11:30 tiempo local, mientras que la femenina dio inicio a las 11:50 horas.

## Medallero
| Evento                  | Oro                         | Plata                              | Bronce                          |
| ----------------------- | --------------------------- | ---------------------------------- | ------------------------------- |
| Individual              |                             |                                    |                                 |
| Media maratón masculina | Paul Koech Kenia 1:00:01    | Hendrick Ramaala Sudáfrica 1:00:24 | Khalid Skah Marruecos 1:00:24   |
| Media maratón femenina  | Tegla Loroupe Kenia 1:08:29 | Elana Meyer Sudáfrica 1:08:32      | Lidia Simon · Rumania · 1:08:58 |
| Por equipos             |                             |                                    |                                 |
| Media maratón masculina | Sudáfrica 3:02:21           | Kenia 3:03:07                      | Etiopía 3:05:18                 |
| Media maratón femenina  | Kenia 3:29:43               | Rumania · 3:32:19                  | España · 3:34:18                |

## Resultados

### Media maratón masculina

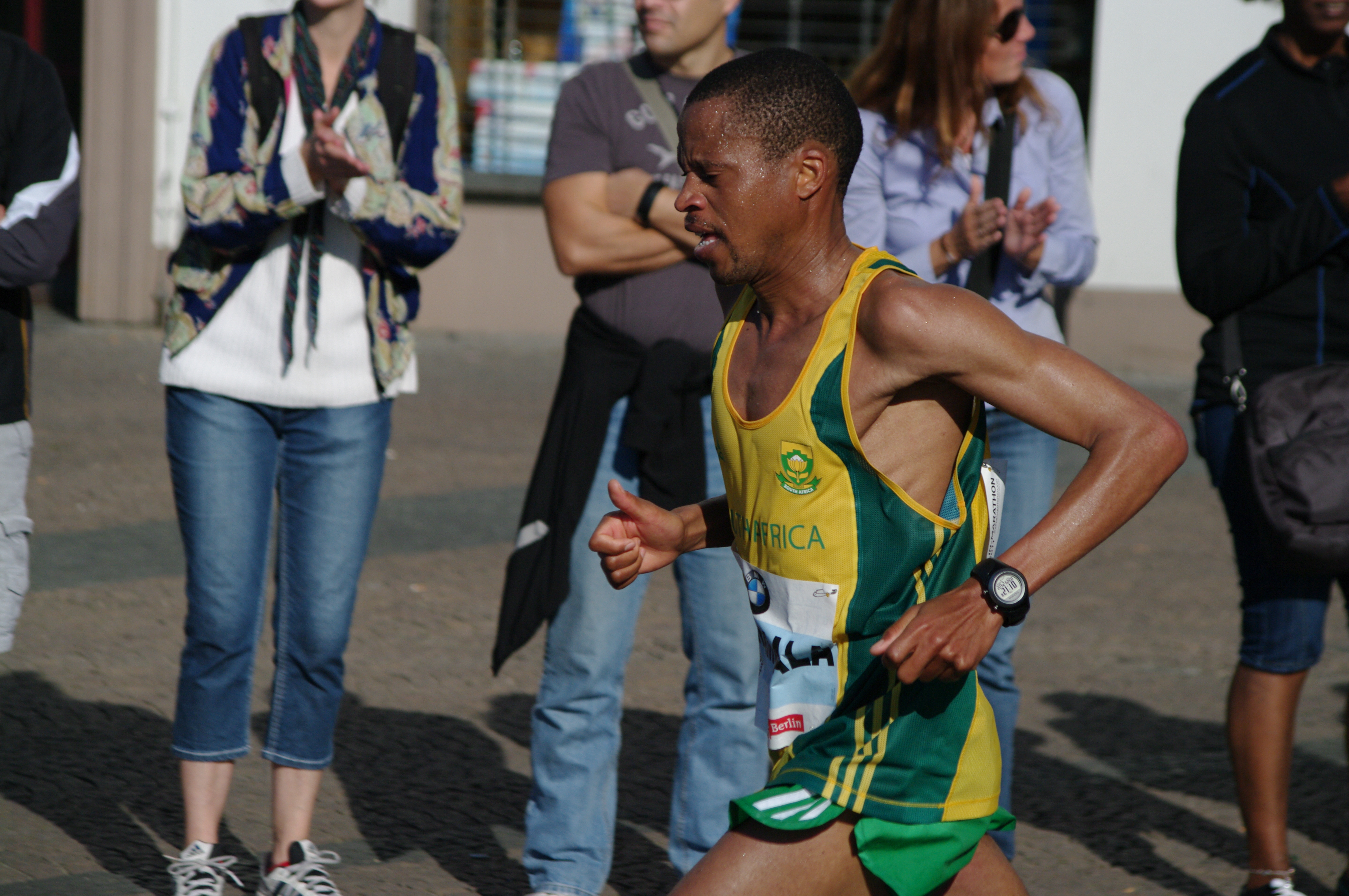
Hendrick Ramaala, ganador de la medalla de plata (foto de 2011)

Los resultados de la carrera de media maratón masculina fueron los siguientes:
| Pos.                                | Nombre                        | País                 | Tiempo  | Notas           |
| ----------------------------------- | ----------------------------- | -------------------- | ------- | --------------- |
| Medalla de oro, Juegos Olímpicos    | Paul Koech                    | Kenia                | 1:00:01 | Personal Best   |
| Medalla de plata, Juegos Olímpicos  | Hendrick Ramaala              | Sudáfrica            | 1:00:24 |                 |
| Medalla de bronce, Juegos Olímpicos | Khalid Skah                   | Marruecos            | 1:00:24 | Personal Best   |
| 4                                   | Ibrahim Seid                  | Etiopía              | 1:00:31 | Personal Best   |
| 5                                   | Gert Thys                     | Sudáfrica            | 1:00:37 |                 |
| 6                                   | Antonio Silio                 | Argentina            | 1:00:45 | Récord nacional |
| 7                                   | Luis Jesús                    | Portugal             | 1:01:10 |                 |
| 8                                   | Tendai Chimusasa              | Zimbabue             | 1:01:14 |                 |
| 9                                   | Abner Chipu                   | Sudáfrica            | 1:01:20 |                 |
| 10                                  | Shem Kororia                  | Kenia                | 1:01:30 |                 |
| 11                                  | John Gwako                    | Kenia                | 1:01:36 |                 |
| 12                                  | Ronaldo da Costa              | Brasil               | 1:01:40 |                 |
| 13                                  | Joseph Kibor                  | Kenia                | 1:01:42 |                 |
| 14                                  | Bartolomé Serrano             | España               | 1:01:43 | Personal Best   |
| 15                                  | Martín Fiz                    | España               | 1:01:47 |                 |
| 16                                  | Luis Novo                     | Portugal             | 1:01:50 | Personal Best   |
| 17                                  | Carsten Jørgensen             | Dinamarca            | 1:01:55 | Personal Best   |
| 18                                  | Javier Cortés                 | España               | 1:02:02 | Personal Best   |
| 19                                  | Alemayehu Girma               | Etiopía              | 1:02:07 | Personal Best   |
| 20                                  | Janko Benša                   | Yugoslavia           | 1:02:11 | Personal Best   |
| 21                                  | Joseph Kimani                 | Kenia                | 1:02:15 |                 |
| 22                                  | Maxwell Zungu                 | Sudáfrica            | 1:02:16 | Personal Best   |
| 23                                  | Osamu Nara                    | Japón                | 1:02:21 |                 |
| 24                                  | Carlos Patrício               | Portugal             | 1:02:22 |                 |
| 25                                  | Danilo Goffi                  | Italia               | 1:02:24 |                 |
| 26                                  | Mohamed Ouaadi                | Francia              | 1:02:29 | Personal Best   |
| 27                                  | Daniele Caimmi                | Italia               | 1:02:33 | Personal Best   |
| 28                                  | Ali Mabrouk El-Zaidi          | Libia                | 1:02:39 | Personal Best   |
| 29                                  | Addis Abebe                   | Etiopía              | 1:02:40 |                 |
| 30                                  | Atsushi Fujita                | Japón                | 1:02:45 |                 |
| 31                                  | Stéphane Schweickhardt        | Suiza                | 1:02:48 |                 |
| 32                                  | Giacomo Leone                 | Italia               | 1:02:49 |                 |
| 33                                  | Alene Emere                   | Etiopía              | 1:02:50 |                 |
| 34                                  | Kebede Tekeste                | Etiopía              | 1:02:51 | Personal Best   |
| 35                                  | Wilbroad Axweso               | Tanzania             | 1:02:52 |                 |
| 36                                  | Javier Caballero              | España               | 1:02:54 | Personal Best   |
| 37                                  | João NʼTyamba                 | Angola               | 1:02:54 | Personal Best   |
| 38                                  | Marco Gielen                  | Países Bajos         | 1:02:57 |                 |
| 39                                  | Alberto Chaíça                | Portugal             | 1:03:03 |                 |
| 40                                  | Mohamed Serbouti              | Francia              | 1:03:07 | Personal Best   |
| 41                                  | José Orlando Sánchez Guerrero | Colombia             | 1:03:08 |                 |
| 42                                  | Alfred Shemweta               | Suecia               | 1:03:20 |                 |
| 43                                  | Francesco Ingargiola          | Italia               | 1:03:30 |                 |
| 44                                  | Valdenor dos Santos           | Brasil               | 1:03:32 |                 |
| 45                                  | Juan Carlos Gutiérrez         | Colombia             | 1:03:42 |                 |
| 46                                  | Delfim Conceição              | Portugal             | 1:03:44 |                 |
| 47                                  | Carlos Grisales               | Colombia             | 1:03:47 |                 |
| 48                                  | Pedro Rojas                   | Colombia             | 1:03:59 | Personal Best   |
| 49                                  | Antonio Pérez                 | España               | 1:04:06 |                 |
| 50                                  | Krzysztof Przybyła            | Polonia              | 1:04:07 | Personal Best   |
| 51                                  | Ezael Thlobo                  | Sudáfrica            | 1:04:08 |                 |
| 52                                  | Benedict Ako                  | Tanzania             | 1:04:14 |                 |
| 53                                  | Richard Potts                 | Nueva Zelanda        | 1:04:16 | Personal Best   |
| 54                                  | André Ramos                   | Brasil               | 1:04:17 | Personal Best   |
| 55                                  | Eryk Szostak                  | Polonia              | 1:04:20 |                 |
| 56                                  | Jonathan Wyatt                | Nueva Zelanda        | 1:04:23 | Personal Best   |
| 57                                  | Stephen Bwalya                | Zambia               | 1:04:26 |                 |
| 58                                  | Viktor Röthlin                | Suiza                | 1:04:30 |                 |
| 59                                  | Alex Malinga                  | Uganda               | 1:04:33 | Personal Best   |
| 60                                  | Joseph Nsengiyumya            | Ruanda               | 1:04:40 | Personal Best   |
| 61                                  | Vladimir Tsyamchik            | Bielorrusia          | 1:04:43 |                 |
| 62                                  | Sam Mwape                     | Zambia               | 1:04:44 |                 |
| 63                                  | Bigboy Goromonzi              | Zimbabue             | 1:04:46 |                 |
| 64                                  | Katsuhiko Hanada              | Japón                | 1:04:53 |                 |
| 65                                  | Jean-Pierre Lautredoux        | Francia              | 1:04:59 |                 |
| 66                                  | Pavel Loskutov                | Estonia              | 1:05:00 | Personal Best   |
| 67                                  | Elijah Mutandiro              | Zimbabue             | 1:05:03 |                 |
| 68                                  | Koji Kimura                   | Japón                | 1:05:06 |                 |
| 69                                  | Craig Kirkwood                | Nueva Zelanda        | 1:05:08 |                 |
| 70                                  | Oliver Mintzlaff              | Alemania             | 1:05:09 | Personal Best   |
| 71                                  | Borislav Dević                | Yugoslavia           | 1:05:14 |                 |
| 72                                  | Michael Fietz                 | Alemania             | 1:05:15 |                 |
| 73                                  | Todd Reeser                   | Estados Unidos       | 1:05:18 |                 |
| 74                                  | Tekeye Gebrselassie           | Países Bajos         | 1:05:18 |                 |
| 75                                  | Hansjörg Brücker              | Suiza                | 1:05:19 |                 |
| 76                                  | Toomas Tarm                   | Estonia              | 1:05:21 | Personal Best   |
| 77                                  | Eduardo do Nascimento         | Brasil               | 1:05:27 |                 |
| 78                                  | Safari Ingi                   | Tanzania             | 1:05:34 |                 |
| 79                                  | Gabriel Mazimpaka             | Ruanda               | 1:05:35 |                 |
| 80                                  | Gavin Gaynor                  | Estados Unidos       | 1:05:36 | Personal Best   |
| 81                                  | Peter van der Velden          | Países Bajos         | 1:05:47 |                 |
| 82                                  | Eric Morrison                 | Estados Unidos       | 1:05:50 |                 |
| 83                                  | Markus Gerber                 | Suiza                | 1:05:51 |                 |
| 84                                  | Jan Křižák                    | Eslovaquia           | 1:05:56 | Personal Best   |
| 85                                  | Patrick Phillips              | Estados Unidos       | 1:05:58 | Personal Best   |
| 86                                  | Ceslovas Kundrotas            | Lituania             | 1:05:59 |                 |
| 87                                  | Pavelas Fedorenko             | Lituania             | 1:05:59 |                 |
| 88                                  | Félix Mbuye                   | Zambia               | 1:06:00 |                 |
| 89                                  | Peter Visser                  | Países Bajos         | 1:06:00 |                 |
| 90                                  | Steffen Benecke               | Alemania             | 1:06:04 |                 |
| 91                                  | Miroslav Sajler               | República Checa      | 1:06:06 |                 |
| 92                                  | Joseph Nsubuga                | Uganda               | 1:06:09 | Personal Best   |
| 93                                  | Daniel Ferreira               | Brasil               | 1:06:14 |                 |
| 94                                  | Ben Chesang                   | Uganda               | 1:06:29 | Personal Best   |
| 95                                  | Margus Pirksaar               | Estonia              | 1:06:31 | Personal Best   |
| 96                                  | Philip Rist                   | Suiza                | 1:06:32 |                 |
| 97                                  | Pavel Dudr                    | República Checa      | 1:06:34 |                 |
| 98                                  | Sipho Dlamini                 | Suazilandia          | 1:06:45 | Personal Best   |
| 99                                  | Ali Awad                      | Líbano               | 1:06:50 |                 |
| 100                                 | Andrew Peskett                | Nueva Zelanda        | 1:06:51 | Personal Best   |
| 101                                 | Vladimir Gusev                | Kirguistán           | 1:06:55 |                 |
| 102                                 | Pavel Faschingbauer           | República Checa      | 1:06:56 |                 |
| 103                                 | Menon Ramsamy                 | Mauricio             | 1:07:05 |                 |
| 104                                 | Jean-François Bertron         | Francia              | 1:07:06 |                 |
| 105                                 | Pascal Fetizon                | Francia              | 1:07:07 |                 |
| 106                                 | Jiří Hajzler                  | República Checa      | 1:07:15 |                 |
| 107                                 | Michael Wolf                  | Alemania             | 1:07:24 |                 |
| 108                                 | Patrick Ishyaka               | Ruanda               | 1:07:42 |                 |
| 109                                 | Darrell General               | Estados Unidos       | 1:07:48 |                 |
| 110                                 | Christian Fischer             | Alemania             | 1:07:56 |                 |
| 111                                 | Ramiz Taipi                   | Yugoslavia           | 1:08:18 |                 |
| 112                                 | Arunas Balciunas              | Lituania             | 1:08:28 |                 |
| 113                                 | Wiesław Figurski              | Polonia              | 1:08:31 |                 |
| 114                                 | Samuli Vasala                 | Finlandia            | 1:08:43 |                 |
| 115                                 | Hidajet Bulic                 | Bosnia y Herzegovina | 1:09:10 | Personal Best   |
| 116                                 | Mehdi Chebli                  | Líbano               | 1:09:53 |                 |
| 117                                 | António Zeferino              | Cabo Verde           | 1:10:19 |                 |
| 118                                 | Omar Abdel Latif              | Líbano               | 1:10:37 |                 |
| 119                                 | Kaare Sørensen                | Dinamarca            | 1:10:39 |                 |
| 120                                 | Room Singh                    | India                | 1:10:40 | Personal Best   |
| 121                                 | Charygeldiy Allaberdiyev      | Turkmenistán         | 1:10:49 |                 |
| 122                                 | Roland Wille                  | Liechtenstein        | 1:10:56 |                 |
| 123                                 | Hari Singh                    | India                | 1:10:58 | Personal Best   |
| 124                                 | Raj Pal                       | India                | 1:11:05 | Personal Best   |
| 125                                 | Clement Omagoro               | Uganda               | 1:11:15 | Personal Best   |
| 126                                 | Josip Lacković                | Croacia              | 1:11:48 |                 |
| 127                                 | Drago Paripović               | Croacia              | 1:12:18 |                 |
| 128                                 | Robert Prejnjak               | Croacia              | 1:12:28 |                 |
| 129                                 | José Luis Ebatela             | Guinea Ecuatorial    | 1:13:01 | Personal Best   |
| 130                                 | Eric Vamben                   | Mauricio             | 1:13:38 |                 |
| 131                                 | Liam Byrne                    | Gibraltar            | 1:14:11 |                 |
| 132                                 | Judex Durhone                 | Mauricio             | 1:15:14 |                 |
| 133                                 | Dovletmomed Nazarov           | Turkmenistán         | 1:16:01 |                 |
| 134                                 | Louis Chichon                 | Gibraltar            | 1:16:18 |                 |
| 135                                 | Aleksandr Levdanskiy          | Kirguistán           | 1:19:25 |                 |
| —                                   | Diego Colorado                | Colombia             | DNF     |                 |
| —                                   | Saša Ljubojević               | Croacia              | DNF     |                 |
| —                                   | Michele Gamba                 | Italia               | DNF     |                 |
| —                                   | Parakhat Kurtgeldiyev         | Turkmenistán         | DNF     |                 |

### Media maratón femenina

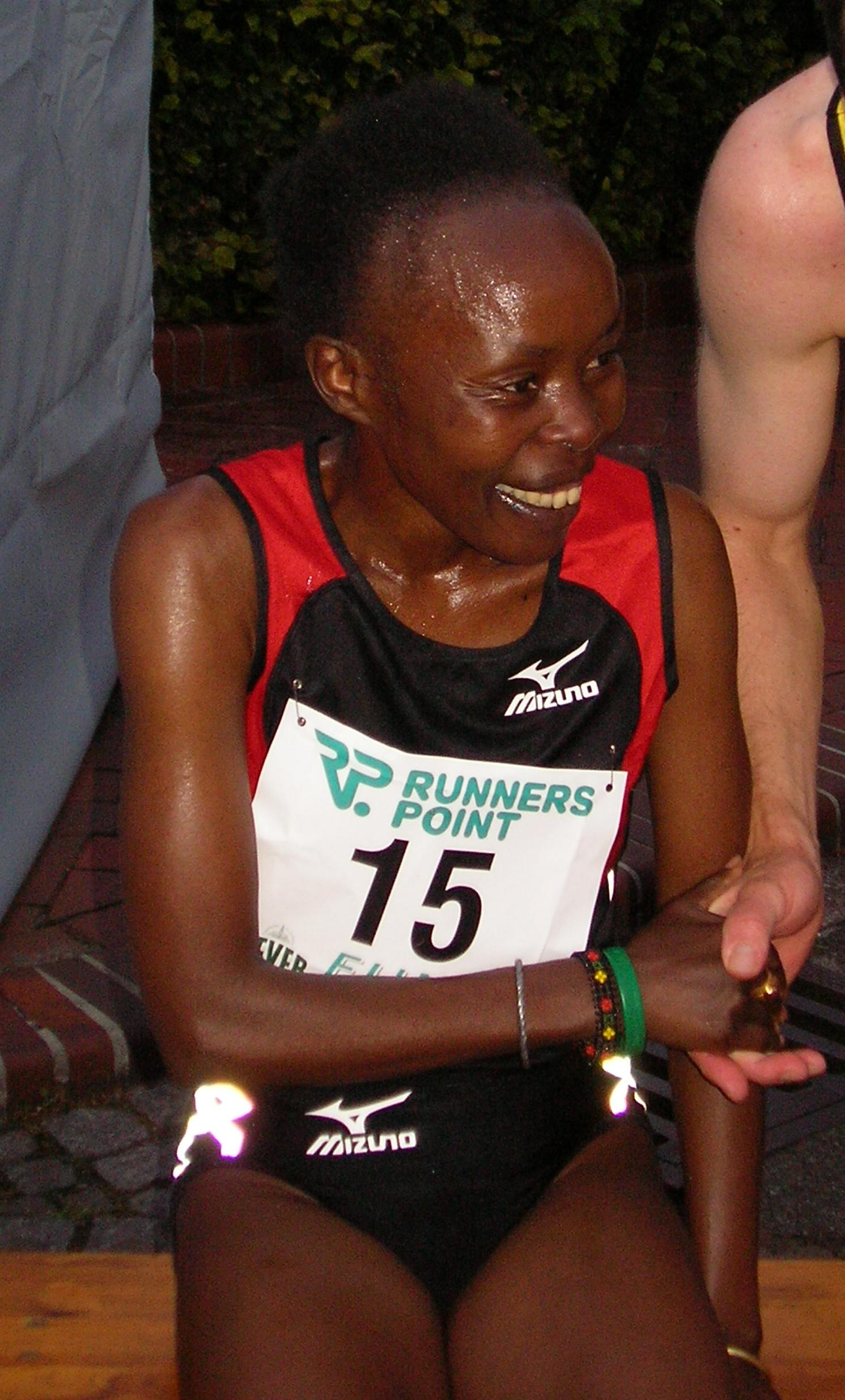
Tegla Loroupe, campeona de la media maratón femenina.

Los resultados de la carrera de media maratón femenina fueron los siguientes:
| Pos.                                | Nombre                      | País              | Tiempo  | Notas         |
| ----------------------------------- | --------------------------- | ----------------- | ------- | ------------- |
| Medalla de oro, Juegos Olímpicos    | Tegla Loroupe               | Kenia             | 1:08:29 |               |
| Medalla de plata, Juegos Olímpicos  | Elana Meyer                 | Sudáfrica         | 1:08:32 |               |
| Medalla de bronce, Juegos Olímpicos | Lidia Simon                 | Rumania           | 1:08:58 | Personal Best |
| 4                                   | Olivera Jevtić              | Yugoslavia        | 1:10:02 |               |
| 5                                   | Annemari Sandell            | Finlandia         | 1:10:04 |               |
| 6                                   | Joyce Chepchumba            | Kenia             | 1:10:10 |               |
| 7                                   | Julia Vaquero               | España            | 1:10:33 |               |
| 8                                   | Cristina Pomacu             | Rumania           | 1:10:39 |               |
| 9                                   | Yukiko Okamoto              | Japón             | 1:10:50 |               |
| 10                                  | Leah Malot                  | Kenia             | 1:11:04 |               |
| 11                                  | Albertina Dias              | Portugal          | 1:11:08 |               |
| 12                                  | Alina Ivanova               | Rusia             | 1:11:18 |               |
| 13                                  | Svetlana Zakharova          | Rusia             | 1:11:26 |               |
| 14                                  | María Luisa Lárraga         | España            | 1:11:30 | Personal Best |
| 15                                  | María Guida                 | Italia            | 1:11:31 |               |
| 16                                  | Irma Heeren                 | Países Bajos      | 1:11:35 |               |
| 17                                  | Rakiya Maraoui              | Francia           | 1:11:44 |               |
| 18                                  | Franziska Rochat            | Suiza             | 1:11:47 |               |
| 19                                  | Asha Gigi                   | Etiopía           | 1:11:49 | Personal Best |
| 20                                  | Firiya Sultanova-Zhdanova   | Rusia             | 1:11:53 |               |
| 21                                  | Lornah Kiplagat             | Kenia             | 1:12:09 |               |
| 22                                  | Kazumi Matsuo               | Japón             | 1:12:12 |               |
| 23                                  | Rocío Ríos                  | España            | 1:12:15 |               |
| 24                                  | Daria Nauer                 | Suiza             | 1:12:25 |               |
| 25                                  | Zahia Dahmani               | Francia           | 1:12:27 |               |
| 26                                  | Lucilla Andreucci           | Italia            | 1:12:34 |               |
| 27                                  | Franca Fiacconi             | Italia            | 1:12:37 |               |
| 28                                  | Jody Hawkins                | Estados Unidos    | 1:12:38 |               |
| 29                                  | Constantina Diţă-Tomescu    | Rumania           | 1:12:42 |               |
| 30                                  | Sylvia Renz                 | Alemania          | 1:12:44 |               |
| 31                                  | Nicole Whiteford            | Sudáfrica         | 1:12:49 |               |
| 32                                  | Maren Östringer             | Alemania          | 1:12:49 |               |
| 33                                  | Melissa Moon                | Nueva Zelanda     | 1:13:06 |               |
| 34                                  | Mayumi Ichikawa             | Japón             | 1:13:16 |               |
| 35                                  | Aurica Buia                 | Rumania           | 1:13:44 |               |
| 36                                  | Annemette Jensen            | Dinamarca         | 1:13:47 |               |
| 37                                  | Galina Karnatsevich / Baruk | Bielorrusia       | 1:13:47 |               |
| 38                                  | Rosa Oliveira               | Portugal          | 1:13:52 |               |
| 39                                  | Alena Peterková             | República Checa   | 1:13:58 |               |
| 40                                  | Annick Clouvel              | Francia           | 1:14:02 |               |
| 41                                  | Jackline Torori             | Kenia             | 1:14:03 |               |
| 42                                  | Shelly Steely               | Estados Unidos    | 1:14:06 |               |
| 43                                  | Yelena Mazovka              | Bielorrusia       | 1:14:16 |               |
| 44                                  | Irina Safarova              | Rusia             | 1:14:28 |               |
| 45                                  | Takako Kotorida             | Japón             | 1:14:32 |               |
| 46                                  | Leila Aman                  | Etiopía           | 1:14:36 |               |
| 47                                  | Elsabet Truneh              | Etiopía           | 1:14:37 | Personal Best |
| 48                                  | Birgit Jerschabek           | Alemania          | 1:14:45 |               |
| 49                                  | Satoko Karita               | Japón             | 1:14:48 |               |
| 51                                  | Christine McNamara          | Estados Unidos    | 1:15:01 |               |
| 52                                  | Liz Yelling / Talbot        | Reino Unido       | 1:15:06 | Personal Best |
| 53                                  | Dorota Gruca-Giezek         | Polonia           | 1:15:12 |               |
| 54                                  | Florinda Andreucci          | Italia            | 1:15:14 |               |
| 55                                  | Clarisse Rasoarizay         | Madagascar        | 1:15:43 |               |
| 56                                  | Helána Barócsi              | Hungría           | 1:15:48 |               |
| 56                                  | Martha Ernstdóttir          | Islandia          | 1:15:48 |               |
| 57                                  | Pan Jinhong                 | China             | 1:15:56 |               |
| 58                                  | Wang Yanfang                | China             | 1:15:56 |               |
| 59                                  | Marietjie McDermott         | Sudáfrica         | 1:15:56 |               |
| 60                                  | Fátima Cabral               | Portugal          | 1:16:05 |               |
| 61                                  | Trina Painter               | Estados Unidos    | 1:16:10 |               |
| 62                                  | Kim Pawelek                 | Estados Unidos    | 1:16:22 |               |
| 63                                  | Inga Juodeškienė            | Lituania          | 1:16:23 |               |
| 64                                  | Debbie Percival             | Reino Unido       | 1:16:25 |               |
| 65                                  | Yelena Makolova             | Bielorrusia       | 1:16:31 |               |
| 66                                  | Úrsula Jeitziner            | Suiza             | 1:16:40 |               |
| 67                                  | Alison Wyeth                | Reino Unido       | 1:16:44 |               |
| 68                                  | Elisabeth Krieg-Ruprecht    | Suiza             | 1:16:50 |               |
| 69                                  | Dita Hebelková              | República Checa   | 1:17:20 | Personal Best |
| 70                                  | Anna-Ursula Olbrecht        | Suiza             | 1:17:20 |               |
| 71                                  | María Bradley               | Reino Unido       | 1:17:25 |               |
| 72                                  | Yigezu Tsehay               | Etiopía           | 1:17:30 | Personal Best |
| 73                                  | Maree Bunce                 | Nueva Zelanda     | 1:17:51 |               |
| 74                                  | Eti Einer                   | Israel            | 1:18:01 | Personal Best |
| 75                                  | Asegedech Gizaw             | Etiopía           | 1:18:13 |               |
| 76                                  | Lydia Mafula                | Sudáfrica         | 1:18:14 |               |
| 77                                  | Mirjana Glisovic            | Yugoslavia        | 1:18:52 |               |
| 78                                  | Vilija Birbalaitė           | Lituania          | 1:19:21 |               |
| 79                                  | Sue Reinsford               | Reino Unido       | 1:19:30 |               |
| 80                                  | Mable Chiwama               | Zambia            | 1:19:34 |               |
| 81                                  | Dana Janecková              | Eslovaquia        | 1:19:50 |               |
| 82                                  | Suzana Čirić                | Yugoslavia        | 1:20:10 |               |
| 83                                  | Luz Fabiola Rueda           | Colombia          | 1:20:24 |               |
| 84                                  | Chanda Mwansa               | Zambia            | 1:20:47 |               |
| 85                                  | Jean Mpundu                 | Zambia            | 1:21:22 |               |
| 86                                  | Annie Coathalem             | Francia           | 1:21:39 |               |
| 87                                  | Irena Šádková               | República Checa   | 1:21:40 |               |
| 88                                  | Inés Cronjäger              | Alemania          | 1:21:52 |               |
| 89                                  | Anna Markelova              | Turkmenistán      | 1:22:13 | Personal Best |
| 90                                  | Rigzen Angmo                | India             | 1:31:36 |               |
| 91                                  | Esperanza Obono             | Guinea Ecuatorial | 1:33:59 |               |
| 92                                  | Kristinka Marković          | Croacia           | 1:34:04 |               |
| 93                                  | Sarbjett Kaur               | India             | 1:34:06 |               |
| —                                   | Natalia Bendzik             | Bielorrusia       | DNF     |               |
| —                                   | Chantal Dällenbach          | Francia           | DNF     |               |
| —                                   | Sonia Maccioni              | Italia            | DNF     |               |
| —                                   | Nuta Olaru                  | Rumania           | DNF     |               |

## Resultados por equipos

### Media maratón masculina
La clasificación final por equipos de la carrera de media maratón masculina fue la siguiente:
| Pos.                                | País            | Equipo                                                              | Tiempo  |
| ----------------------------------- | --------------- | ------------------------------------------------------------------- | ------- |
| Medalla de oro, Juegos Olímpicos    | Sudáfrica       | Hendrick Ramaala Gert Thys Abner Chipu                              | 3:02:21 |
| Medalla de plata, Juegos Olímpicos  | Kenia           | Paul Koech Shem Kororia John Gwako                                  | 3:03:07 |
| Medalla de bronce, Juegos Olímpicos | Etiopía         | Ibrahim Seid Alemayehu Girma Addis Abebe                            | 3:05:18 |
| 4                                   | Portugal        | Luis Jesús Luis Novo Carlos Patricio                                | 3:05:22 |
| 5                                   | España          | Bartolomé Serrano Martín Fiz Javier Cortés                          | 3:05:32 |
| 6                                   | Italia          | Danilo Goffi Daniele Caimmi Giacomo Leone                           | 3:07:46 |
| 7                                   | Brasil          | Ronaldo da Costa Valdenor dos Santos André Ramos                    | 3:09:29 |
| 8                                   | Japón           | Osamu Nara Atsushi Fujita Katsuhiko Hanada                          | 3:09:59 |
| 9                                   | Francia         | Mohamed Ouaadi Mohamed Serbouti Jean-Pierre Lautredoux              | 3:10:35 |
| 10                                  | Colombia        | José Orlando Sánchez Guerrero Juan Carlos Gutiérrez Carlos Grisales | 3:10:37 |
| 11                                  | Zimbabue        | Tendai Chimusasa Bigboy Goromonzi Elijah Mutandiro                  | 3:11:03 |
| 12                                  | Suiza           | Stéphane Schweickhardt Viktor Röthlin Hansjörg Brücker              | 3:12:37 |
| 13                                  | Tanzania        | Wilbroad Axweso Benedict Ako Safari Ingi                            | 3:12:40 |
| 14                                  | Nueva Zelanda   | Richard Potts Jonathan Wyatt Craig Kirkwood                         | 3:13:47 |
| 15                                  | Países Bajos    | Marco Gielen Tekeye Gebrselassie Peter van der Velden               | 3:14:02 |
| 16                                  | Zambia          | Stephen Bwalya Sam Mwape Félix Mbuye                                | 3:15:10 |
| 17                                  | Yugoslavia      | Janko Benša Borislav Dević Ramiz Taipi                              | 3:15:43 |
| 18                                  | Alemania        | Oliver Mintzlaff Michael Fietz Steffen Benecke                      | 3:16:28 |
| 19                                  | Estados Unidos  | Todd Reeser Gavin Gaynor Eric Morrison                              | 3:16:44 |
| 20                                  | Estonia         | Pavel Loskutov Toomas Tarm Margus Pirksaar                          | 3:16:52 |
| 21                                  | Polonia         | Krzysztof Przybyła Eryk Szostak Wiesław Figurski                    | 3:16:58 |
| 22                                  | Uganda          | Alex Malinga Joseph Nsubuga Ben Chesang                             | 3:17:11 |
| 23                                  | Ruanda          | Joseph Nsengiyumya Gabriel Mazimpaka Patrick Ishyaka                | 3:17:57 |
| 24                                  | República Checa | Miroslav Sajler Pavel Dudr Pavel Faschingbauer                      | 3:19:36 |
| 25                                  | Lituania        | Ceslovas Kundrotas Pavelas Fedorenko Arunas Balciunas               | 3:20:26 |
| 26                                  | Líbano          | Ali Awad Mehdi Chebli Omar Abdel Latif                              | 3:27:20 |
| 27                                  | India           | Room Singh Hari Singh Raj Pal                                       | 3:32:43 |
| 28                                  | Mauricio        | Menon Ramsamy Eric Vamben Judex Durhone                             | 3:35:57 |
| 29                                  | Croacia         | Josip Lacković Drago Paripović Robert Prejnjak                      | 3:36:34 |
| —                                   | Turkmenistán    | Charygeldiy Allaberdiyev Dovletmomed Nazarov Parakhat Kurtgeldiyev  | DNF     |

### Media maratón femenina
La clasificación final por equipos de la carrera de media maratón femenina fue la siguiente:
| Pos.                                | País            | Equipo                                                     | Tiempo  |
| ----------------------------------- | --------------- | ---------------------------------------------------------- | ------- |
| Medalla de oro, Juegos Olímpicos    | Kenia           | Tegla Loroupe Joyce Chepchumba Leah Malot                  | 3:29:43 |
| Medalla de plata, Juegos Olímpicos  | Rumania         | Lidia Simon Cristina Pomacu Constantina Diţă-Tomescu       | 3:32:19 |
| Medalla de bronce, Juegos Olímpicos | España          | Julia Vaquero Vaquero María Luisa Lárraga Rocío Ríos       | 3:34:18 |
| 4                                   | Rusia           | Alina Ivanova Svetlana Zakharova Firiya Sultanova-Zhdanova | 3:34:37 |
| 5                                   | Japón           | Yukiko Okamoto Kazumi Matsuo Mayumi Ichikawa               | 3:36:18 |
| 6                                   | Italia          | María Guida Lucilla Andreucci Franca Fiacconi              | 3:36:42 |
| 7                                   | Sudáfrica       | Elana Meyer Nicole Whiteford Marietjie McDermott           | 3:37:17 |
| 8                                   | Francia         | Rakiya Maraoui Zahia Dahmani Annick Clouvel                | 3:38:13 |
| 9                                   | Alemania        | Sylvia Renz Maren Östringer Birgit Jerschabek              | 3:40:18 |
| 10                                  | Suiza           | Franziska Rochat Daria Nauer Úrsula Jeitziner              | 3:40:52 |
| 11                                  | Etiopía         | Asha Gigi Leila Aman Elsabet Truneh                        | 3:41:02 |
| 12                                  | Portugal        | Albertina Dias Rosa Oliveira Fátima Cabral                 | 3:41:05 |
| 13                                  | Estados Unidos  | Jody Hawkins Shelly Steely Christine McNamara              | 3:41:45 |
| 14                                  | Bielorrusia     | Galina Karnatsevich / Baruk Yelena Mazovka Yelena Makolova | 3:44:34 |
| 15                                  | Reino Unido     | Liz Yelling / Talbot Debbie Percival Alison Wyeth          | 3:48:15 |
| 16                                  | Yugoslavia      | Olivera Jevtić Mirjana Glisovic Suzana Čirić               | 3:49:04 |
| 17                                  | República Checa | Alena Peterková Dita Hebelková Irena Šádková               | 3:52:58 |
| 18                                  | Zambia          | Mable Chiwama Chanda Mwansa Jean Mpundu                    | 4:01:43 |

## Participación
El evento contó con 236 atletas (139 hombres y 97 mujeres) provenientes de 54 países.
- Alemania
- Angola
- Argentina
- Bielorrusia
- Bosnia y Herzegovina
- Brasil
- Cabo Verde
- China
- Colombia
- Croacia
- Dinamarca
- Eslovaquia
- España
- Estados Unidos
- Estonia
- Etiopía
- Finlandia
- Francia
- Gibraltar
- Guinea Ecuatorial
- Hungría
- Islandia
- India
- Israel
- Italia
- Japón
- Kenia
- Kirguistán
- Líbano
- Libia
- Liechtenstein
- Lituania
- Madagascar
- Mauricio
- Marruecos
- Países Bajos
- Nueva Zelanda
- Polonia
- Portugal
- Reino Unido
- República Checa
- Rumania
- Rusia
- Ruanda
- Sudáfrica
- Suazilandia
- Suecia
- Suiza
- Tanzania
- Turkmenistán
- Uganda
- Yugoslavia
- Zambia
- Zimbabue